# Yumiko Igarashi
Yumiko Igarashi  (いがらしゆみこ?, Igarashi Yumiko) (Asahikawa, 26 agosto 1950) è una fumettista giapponese (mangaka).

## Biografia
Nel 1968, come studentessa del terzo anno della scuola superiore Asahi Gaoka di Sapporo, viene introdotta nell'ambiente dei fumetti dalle amiche Waki Yamato e Yoko Tadatsu, e a 18 anni pubblica Shiroi same no iru shima presso l'editore Shūeisha con lo pseudonimo di Hitomi Igakishi.
Con il manga Candy Candy del 1975 e soprattutto con Georgie del 1982 raggiunge la notorietà internazionale. Disegnare Candy Candy le è valsa, tra l'altro, la vittoria al primo Kodansha Manga Award. Nel 1981 ha partecipato alla realizzazione del film d'animazione Il lago dei cigni, in qualità di character designer.
Sue sono anche numerose reinterpretazioni di fiabe e romanzi per ragazzi: Biancaneve, Cenerentola, La bella addormentata nel bosco, Pollicina, La piccola fiammiferaia, La sirenetta, ma anche Heidi, Il piccolo Lord, Alice nel Paese delle Meraviglie, L'uccellino azzurro ed Anna dai capelli rossi. Inoltre con Anna Karenina di Lev Tolstoi e Romeo e Giulietta di William Shakespeare, sul finire degli anni '80 si dedica anche alla rivisitazione dei classici della letteratura.
L'autrice si firma con cognome (Igarashi) e nome proprio (Yumiko) interamente scritti in hiragana anziché in kanji. In un'intervista pubblicata su Kappa Magazine (n. 30) l'artista dichiarò di aver fatto questa scelta perché il suo nome (五十嵐優美子) è formato da kanji troppo complessi per un pubblico composto in prevalenza da ragazzine in età scolare.

## Controversie legali
Dal 1990 è in corso una battaglia legale con Kyoko Mizuki (Candy Candy) e Mann Izawa (Georgie), relativi ai diritti di sfruttamento delle due serie. Questo ha interferito anche nella distribuzione dell'anime Candy Candy della Toei e ha pregiudicato negli anni il merchandising collegato, anche se l'apparizione sul mercato nel 2004 di prodotti riguardanti Candy Candy potrebbe far presupporre il raggiungimento di un accordo tra le tre autrici.